# Nguyễn Chánh (Quảng Ngãi)
Nguyễn Chánh, còn gọi là Chí Thuần (1 tháng 8 năm 1914 - 24 tháng 9 năm 1957) là một vị tướng của Quân đội nhân dân Việt Nam, đã có đóng góp lớn với cách mạng Việt Nam và kháng chiến chống Pháp. Ông được Đại tướng Võ Nguyên Giáp nhắc đến như một vị tướng tài năng. Tên ông được một ngôi trường (lúc trước mang tên Trường Trung học cơ sở Tịnh Hà) vinh dự đặt làm tên cho trường - Trường Trung học cơ sở Nguyễn Chánh (Tịnh Hà, Sơn Tịnh, Quảng Ngãi). Đôi khi người ta cũng nhầm lẫn ông với một vị tướng khác của Quân đội nhân dân Việt Nam là Trung tướng Nguyễn Chánh.
Nguyễn Chánh sinh trưởng trong một gia đình trung nông tại đội 6, Thọ Lộc Tây, xã Tịnh Hà, huyện Sơn Tịnh, tỉnh Quảng Ngãi.

## Sự nghiệp
Ông bắt đầu các hoạt động cách mạng khi còn rất trẻ. Từ năm 1929 ông đã tham gia Việt Nam Thanh niên Cách mạng Đồng chí Hội. Năm 1931 ông được kết nạp vào Đảng Cộng sản Việt Nam. Từ năm 1935-1939, ông là tỉnh ủy viên Quảng Ngãi, rồi sau đó là Bí thư Bí thư liên tỉnh Nghĩa-Bình-Phú.
Ông bị chính quyền thực dân Pháp bắt giam và đưa đi đày nhiều lần. Đầu năm 1945, sau khi được trả tự do ông đã được bầu vào Tỉnh ủy Quảng Ngãi.
Tháng 3 năm 1945, ông được Tỉnh ủy Quảng Ngãi phân công lãnh đạo đội du kích Ba Tơ non trẻ, mới được thành lập sau cuộc khởi nghĩa Ba Tơ trước đó không lâu. Tại thời điểm đó, ông đã có một chủ trương rất táo bạo là không để "đội du kích luẩn quẩn trên vùng rừng núi, mà đưa quân về đồng bằng, dựa vào phong trào quần chúng cách mạng để xây dựng và chiến đấu, đồng thời phát triển dân quân tự vệ và tham gia phát động phong trào cách mạng của quần chúng". Chính nhờ vào đường lối này mà lực lượng của Đội du kích Ba Tơ đã lớn mạnh một cách nhanh chóng trở thành lực lượng vũ trang nòng cốt của mặt trận Việt Minh tại tỉnh Quảng Ngãi.
Ngày 14 tháng 8 năm 1945, ông đã lãnh đạo đội du kích Ba Tơ, lúc đó bao gồm hàng vạn dân quân tự vệ và quần chúng cách mạng, tiến hành tổng khởi nghĩa giành chính quyền từ tay phát xít Nhật. Qua đó, Quảng Ngãi đã trở thành một trong những địa phương giành được chính quyền sớm nhất trong Cách mạng tháng Tám năm 1945.
Trong kháng chiến chống Pháp (1946-1954), ông đã giữ các cương vị chủ chốt của Đảng Cộng sản Việt Nam và lực lượng vũ trang cách mạng tại Khu 5 như Ủy viên trưởng quốc phòng Miền Nam Trung Bộ (1945-1950); Phó Bí thư Khu ủy V - kiêm Chính ủy khu V (1945-1948); Chính trị Ủy viên Khu V (25/7/1947- ); Phó Bí thư Liên khu ủy V, kiêm Chính ủy Liên khu V (1948-1951); Chính ủy Liên khu 5 (từ 11 tháng 3 năm 1950, thay Trần Lương); Bí thư Liên khu uỷ, Chính uỷ kiêm Tư lệnh Liên khu V (1951-1954). Tại Đại hội Đảng toàn quốc lần thứ II (1951), ông được bầu làm ủy viên dự khuyết Ban Chấp hành Trung ương Đảng.
Năm 1954, ông đã chỉ huy chiến dịch Bắc Tây Nguyên giải phóng Kon Tum, đánh thắng trận An Khê, phá tan cuộc hành binh Atlante của tướng Henri Navarre. Chiến thắng này cùng với thắng lợi trong trận Điện Biên Phủ chính là những nguyên tố quyết định buộc Pháp phải đầu hàng trong Chiến tranh Đông Dương và rút khỏi Việt Nam.
Sau năm 1954, Nguyễn Chánh được bổ nhiệm làm Phó Tổng tham mưu trưởng Quân đội nhân dân Việt Nam, Chủ nhiệm Tổng cục Cán bộ thuộc Bộ Quốc phòng cho tới ngày mất (24 tháng 9 năm 1957).

## Đời tư
Vợ ông là bà Phạm Thị Trinh, em gái Trung tướng Phạm Kiệt. Ông có sáu người con.

## Đánh giá
Lẽ ra Nguyễn Chánh được phong quân hàm cấp tướng trong đợt đầu tiên vào năm 1958, nhưng đáng tiếc, ông đã đột ngột mất vào cuối năm 1957; ông được tôn xưng là “vị tướng không quân hàm”.
Cuộc đời binh nghiệp của tướng Nguyễn Chánh gắn liền với mặt trận Liên khu 5, tức vùng Nam Trung Bộ, một chiến trường khó khăn về kinh tế, bị quân đội Pháp bao vây tứ bề, cách xa Trung ương, nhưng lại có vị trí chiến lược rất quan trọng. Dưới sự lãnh đạo quân sự của ông, lực lượng vũ trang nhân dân Việt Nam đã chiến thắng quân đội Lê dương thiện chiến của Pháp năm 1954, khống chế cả khu vực Tây Nguyên và toàn bộ các hành lang huyết mạch với miền Nam.
Trong hồi ký của mình, Đại tướng Võ Nguyên Giáp nhắc đến tướng Nguyễn Chánh như sau: "Anh qua đời, quân đội mất đi một vị tướng tài năng, tôi mất đi một người bạn chí thiết" .

## Danh hiệu và huân chương
Ông đã được Nhà nước Việt Nam tặng thưởng: Huân chương Sao Vàng, Huân chương Hồ Chí Minh, Huân chương Độc lập hạng nhất, Huân chương Quân công hạng nhì và nhiều huân, huy chương khác.
Ngày 5 tháng 12 năm 2007, Nguyễn Chánh được truy tặng danh hiệu Anh hùng Lực lượng vũ trang nhân dân vì đã có "thành tích đặc biệt xuất sắc trong cuộc kháng chiến chống thực dân Pháp xâm lược" theo Quyết định số 1481/2007/QĐ-CTN của Chủ tịch nước Cộng hòa Xã hội chủ nghĩa Việt Nam.